# Brakel (Niemcy)
Brakel – miasto w zachodnich Niemczech, w kraju związkowym Nadrenia Północna-Westfalia, w rejencji Detmold, w powiecie Höxter. Według danych na rok 2010 liczy 16 886 mieszkańców.

## Współpraca
Miejscowości partnerskie:
- Wetteren, Belgia
- Zirkow, Meklemburgia-Pomorze Przednie